# Kramsach
Kramsach é um município da Áustria, situado no distrito de Kufstein, no estado do Tirol. Tem 26,85 km² de área e sua população em 2019 foi estimada em 4.968 habitantes.